# Statue de Iddi-Ilum
La Statue de Iddi-Ilum est une statue du XXIe siècle av. J.-C. représentant Iddi-Ilum, gouverneur militaire, ou Shakkanakku, de l'ancienne cité-état de Mari dans l'est de la Syrie. La statue sans tête a été découverte au Palais Royal de Mari lors des fouilles dirigées par l'archéologue français André Parrot. La statue a été réalisée en stéatite et porte une inscription de l'identification de la figure et consacrée à la déesse Ishtar ou Inanna. La statue est désormais exposée au Musée du Louvre à Paris.

## Aperçu
La statue représente le personnage debout dans une posture de prière traditionnelle, mains jointes contre la poitrine. La tête est perdue, mais sa barbe est encore visible. La barbe est sculptée dans huit tresses, enroulées à leur extrémité. Le bras droit et le coude sont également perdus. La figure est vêtue d'une longue robe d'une seule pièce, drapée autour du corps. Les bordures de la robe sont richement décorées de franges et de glands. Dans l'art traditionnel mésopotamien de représentation des vêtements, la robe, liée à la taille par une ceinture, couvre les épaules.

### Inscription
Le bas de la robe porte une inscription cunéiforme en akkadien indiquant le nom et la position de la figure, et la divinité à laquelle la statue a été consacrée. La déesse a été interprétée comme étant Ishtar, ou un équivalent Sumérien, Inanna. Sur l'inscription, gravée en dix colonnes, on lit :  Iddi-Ilum, shakkanakku de Mari, a consacré sa statue à la déesse Inanna. Quiconque efface cette inscription aura sa lignée anéantie par Inanna.

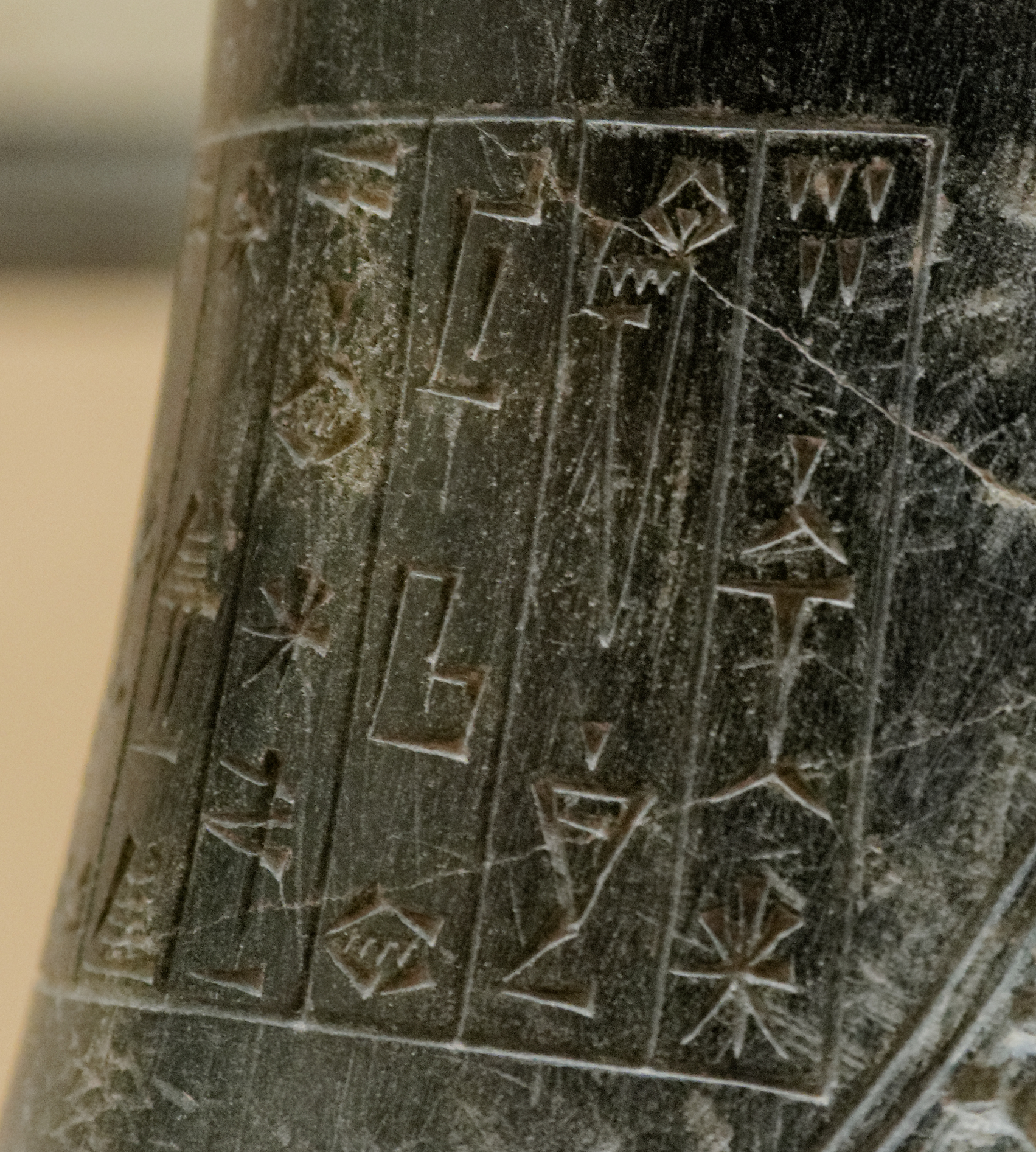
L'inscription sur le bas de la statue (à l'avant).
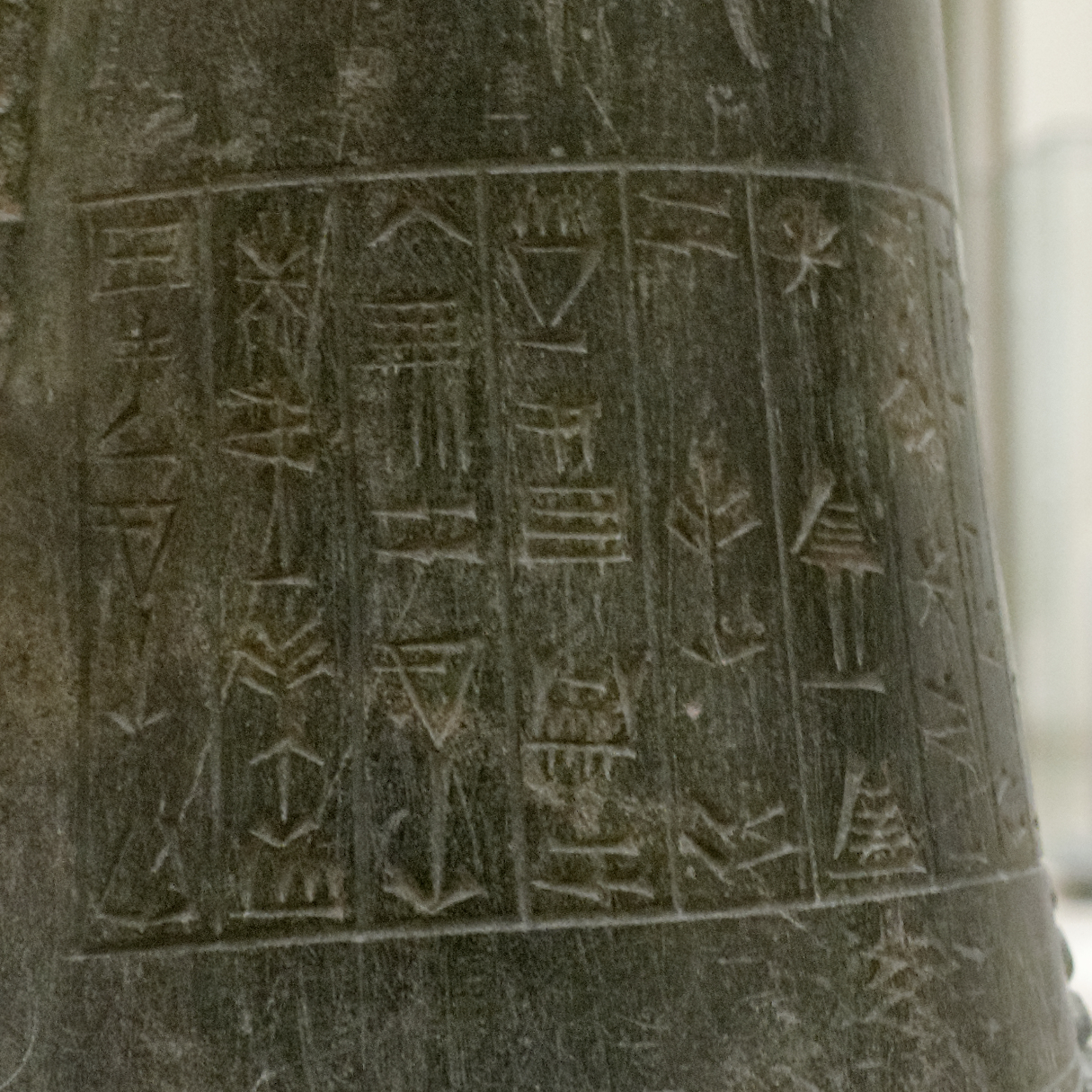
L'inscription sur le bas de la statue (à l'arrière).

### Signification
La statue est l'une des trois célèbres statues du shakkanakku de Mari, les autres étant celle d'Ishtup-Ilum et la statue à cornes de Puzur-Ishtar. Pendant le règne du dernier roi de Mari, Zimri-Lim, ces règles ancestrales ont été activement promues par d'honorifiques rituels connus sous le nom de kispum. Les statues ont été également bien mises en vue dans la salle du trône du Palais royal de Mari. Les cornes dans la statue de Puzur-Ishtar suggèrent qu'il a été déifié, mais la même chose ne peut pas être vérifiée dans les cas de Iddi-Ilum et Ishtup-Ilum.

## Excavation
La statue a été trouvée lors de la quatrième campagne de fouilles à Mari (hiver 1936-1937) par les équipes françaises de fouilles d'André Parrot. Les deux morceaux de la statue ont été trouvées dans la cour 148 du palais royal.